# Nidžat Rahimov
Nidžat Rahimov (ázerbájdžánsky Nicat Rəhimov; * 13. srpna 1993, Baku) je kazachstánský vzpěrač narozený v Ázerbájdžánu. V mládežnických kategoriích reprezentoval ještě rodný Ázerbájdžán, později získal občanství Kazachstánu.
Na olympijských hrách v Riu roku 2016 vzepřel ve váhové kategorii do 77 kg nejvíce kilogramů v olympijském dvojboji. V nadhozu dokonce vzepřel 214 kg – více než byla hodnota tehdy platného světového rekordu. V březnu 2022 byl však zpětně potrestán za doping osmiletým zákazem činnosti a současně byl počínaje 15. březnem 2016 vyškrtnut z výsledkových listin, přišel tedy i o zlatou olympijskou medaili. Předtím již v roce 2013 dostal dvouletý zákaz závodění za zneužívání anabolických steroidů.
V kategorii do 77 kg se stal v roce 2015 v Houstonu mistrem světa v nadhozu a ve dvojboji. Tyto tituly zůstaly v platnosti.